# Tilden (Illinois)
Tilden és una població dels Estats Units a l'estat d'Illinois. Segons el cens del 2000 tenia 922 habitants.

## Demografia
Segons el cens del 2000, Tilden tenia 922 habitants, 362 habitatges, i 263 famílies. La densitat de població era de 367 habitants/km².
Dels 362 habitatges en un 34% hi vivien nens de menys de 18 anys, en un 53,3% hi vivien parelles casades, en un 12,2% dones solteres, i en un 27,3% no eren unitats familiars. En el 23,2% dels habitatges hi vivien persones soles l'11% de les quals corresponia a persones de 65 anys o més que vivien soles. El nombre mitjà de persones vivint en cada habitatge era de 2,55 i el nombre mitjà de persones que vivien en cada família era de 2,96.
Per edats la població es repartia de la següent manera: un 25,4% tenia menys de 18 anys, un 10,8% entre 18 i 24, un 26,8% entre 25 i 44, un 22,5% de 45 a 60 i un 14,5% 65 anys o més.
L'edat mediana era de 36 anys. Per cada 100 dones de 18 o més anys hi havia 92,7 homes.
La renda mediana per habitatge era de 34.115 $ i la renda mediana per família de 37.500 $. Els homes tenien una renda mediana de 28.125 $ mentre que les dones 19.688 $. La renda per capita de la població era de 14.738 $. Aproximadament el 12,4% de les famílies i el 14,7% de la població estaven per davall del llindar de pobresa.

## Poblacions més properes
El següent diagrama mostra les poblacions més properes.